# Botrychium vargasii
Botrychium vargasii là một loài dương xỉ trong họ Ophioglossaceae. Loài này được Copel. mô tả khoa học đầu tiên năm 1953.
Danh pháp khoa học của loài này chưa được làm sáng tỏ. 